# Alexander Leslie Scott
Alexander Leslie Scott, född 15 januari 1893 i Lewisburg, West Virginia, USA, död 1974, var en amerikansk författare av västernlitteratur, skapare bland annat av karaktärerna Walt Slade och Jim Hatfield.

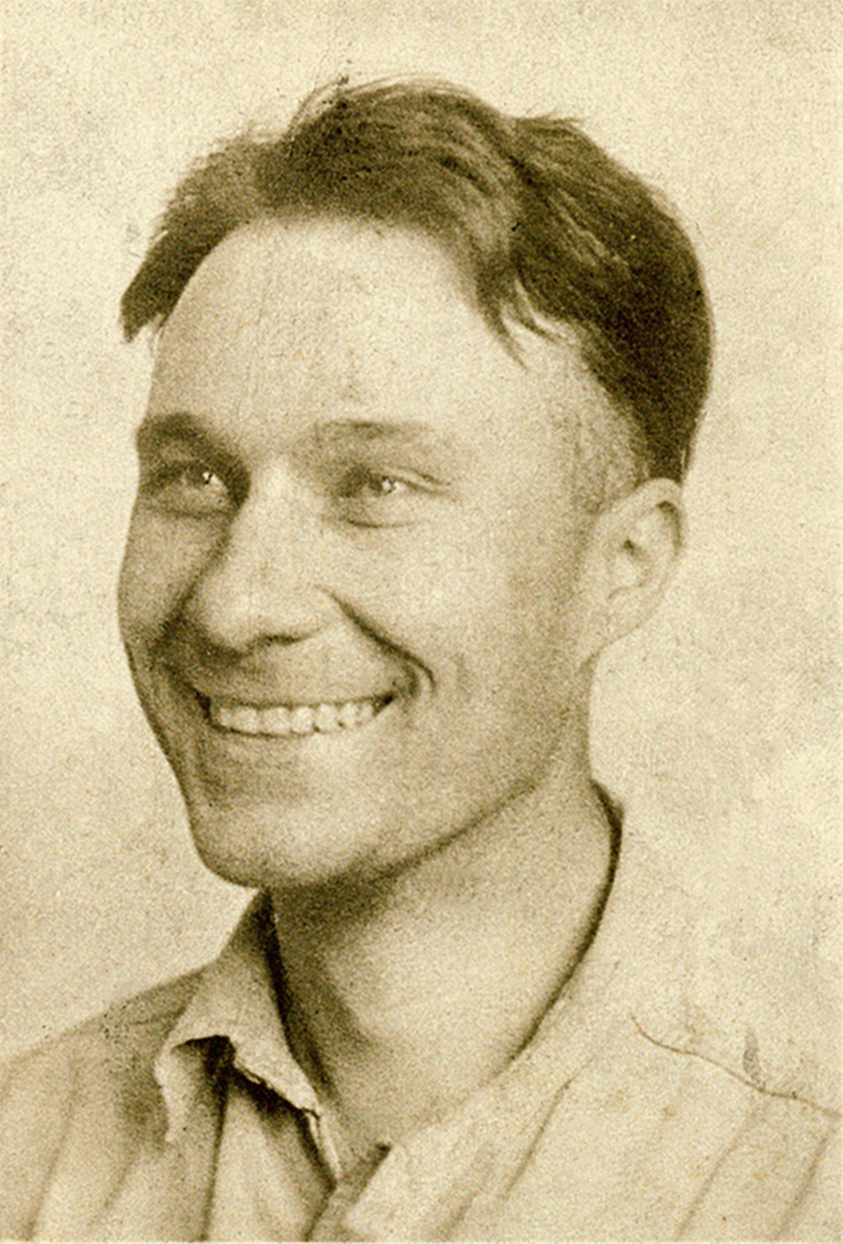
A. Leslie Scott 1922

Scott studerade gruvdrift och ingenjörsvetenskap och många av hans berättelser kretsar runt upptäckter och utvinning av bland annat olja och metaller.
Runt 1914 red han tillsammans med Pancho Villa och lärde sig under den tiden att hantera vapen. Scott anslöt sig senare till franska Främlingslegionen där han tillbringade fyra år som stridande. Vid krigsslutet 1918 hade han avancerat till kapten.
Tillbaka i det civila livet, slog Scott in på en ingenjörsbana och ägnande sig åt gruvdrift och brokonstruktion. På fritiden började han skriva, först dikter, senare noveller. Omkring 1930 gav han upp sin ingenjörskonst, flyttade till New York och satsade på författarskapet.
1936 skapade Scott en novellfigur, en Texas Ranger vid namn Jim Hatfield (efternamnet kom från Scotts möderne). För att ge förlaget full frihet att byta ut författaren bakom novellerna om Hatfield, användes pseudonymen Jackson Cole. Efter sju kortare noveller om Jim Hatfield, kom den första fullängdsberättelsen i september 1937, Terror Stalks the Border.
1939 hade Scott fått konkurrens från andra författare som också skrev om Jim Hatfield under samma pseudonym och påbörjade därför en ny figur, Walt Slade. Berättelserna om Slade var kortare och han kunde producera sex historier per år. Närmare sjuttio berättelser om Walt Slade publicerades i magasinet Thrilling Western under pseudonymen Bradford Scott åren 1940 till 1951. 
1956 skrev Scott, under namnet Jackson Cole, ett halvdussin romaner, som gavs ut i pocketform, om Jim Hatfield. Efter protester från dåvarande rättighetsinnehavaren av de tidigare berättelserna om Hatfield, bytte Scott åter till att skriva Walt Slade-romaner under namnet Bradford Scott. 
Under de följande sjutton åren skrev han över ett hundra romaner om Slade. När dessa gavs ut i Sverige, var det dock under författarpseudonymen Jackson Cole.